# Laura Orgué i Vila
Laura Orgué i Vila (Igualada, Anoia, 11 de setembre de 1986) és una esquiadora de muntanya, esquiadora de fons i corredora de muntanya catalana, membre del Club d'esquí de fons Urgellet i Cerdanya (CEFUC). Competeix a la Copa mundial d'esquí de fons FIS Cross-Country World Cup des de l'any 2004. Ha competit en tres Jocs Olímpics d'Hivern, els de Torí 2006, Vancouver 2010 i Sotxi 2014. Als Jocs de Sotxi, va aconseguir una desena posició a la prova de 30 quilòmetres en modalitat lliure, que es tracta de la millor classificació històrica d'un representant de l'Estat Espanyol en uns Jocs Olímpics en la modalitat d'esquí de fons.
Disposa de casa a Argolell, prop de les pistes d'esquí de fons de la Rabassa al Principat d'Andorra on s'entrena. Ha compaginat la seva activitat esportiva amb estudis de dret a la universitat. Va rebre el premi Neptú a l'esportista més destacat de l'any 2008.

## Trajectòria esportiva
De petita esquiava a casa i als cinc anys comença a agafar-s'ho seriosament. Va entrar a la Federació Nacional d'Esports d'Hivern (RFEDI) i participà en els Jocs Olímpics de Torí 2006. L'any 2009 es proclamà campiona d'Espanya d'esquí de fons, i quedà segona de la Copa d'Europa. Pel que fa als Jocs Olímpics d'Hivern de 2010 a Vancouver, Orgué va participar en tres proves: 30 km estil clàssic (37a posició), 10 km estil lliure (38a posició) i la de persecució (27a posició), i fou l'abanderada de l'equip espanyol en la Cerimònia de Clausura dels Jocs.
El gener de 2011 va guanyar la medalla de plata a la Copa Alpina d'esquí de Fons celebrada a Oberwiesenthal (Alemanya). El març de 2011 va guanyar el Campionat d'Espanya de fons, en estil clàssic, a Candanchú. L'any 2012 es va proclamar campiona d'Espanya de cronoescalada en esquí de muntanya, després de vèncer la Crononiu de La Molina. Els entrenaments estivals d'esquí de fons despertaren el seu interès per les curses de muntanya, i començà a destacar en curses de quilòmetre vertical. L'estiu de 2012, després de participar en els Skygames, Orgué es va proclamar campiona del món de la disciplina, un títol que ha revalidat tant els anys 2013 com 2014 i que en aquesta darrera ocasió va aconseguir tot establint un nou rècord de la prova.
Als Jocs Olímpics d'Hivern de 2014, celebrats a Sotxi, va aconseguir el seu millor resultat olímpic, una desena posició a la prova de 30 quilòmetres en modalitat lliure. En aquesta mateixa competició, Orgué fou la vint-i-cinquena a la prova d'skiathlon (7,5 quilòmetres en modalitat clàssica i 7,5 en modalitat lliure), i la vint-i-vuitena als 10 quilòmetres en modalitat clàssica.

### Curses de muntanya
En els darrers anys, Orgué ha combinat la pràctica de l'esquí de fons amb les curses de muntanya, despuntant sobretot en les curses de quilòmetre vertical. Així doncs, s'ha proclamat vencedora de la copa del món de l'especialitat en quatre ocasions consecutives (2012, 2013, 2014 i 2015), però també ha obtingut bons resultats en altres disciplines: el juliol de 2014 guanyava —mentre Kilian Jornet ho feia en categoria masculina— la Skyrace de les Dolomites, i l'any següent guanyà la copa del món d'aquesta especialitat, també a les Dolomites.